# Budivanthanahalli, Gauribidanur
Budivanthanahalli là một làng thuộc tehsil Gauribidanur, huyện Kolar, bang Karnataka, Ấn Độ.